# شهرستان لینکلن (ویسکانسین)
شهرستان لینکلن، ویسکانسین (به انگلیسی: Lincoln County, Wisconsin) یک سکونتگاه مسکونی در ایالات متحده آمریکا است که در ویسکانسین واقع شده‌است.

## خصوصیات
شهرستان لینکلن ۲٬۳۴۹٫۱۳ کیلومترمربع مساحت دارد.